# Iris 50

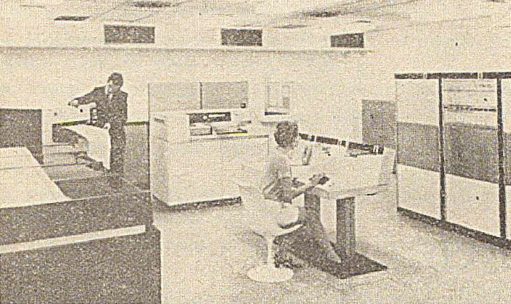
Iris 50 en utilisation.

L'ordinateur Iris 50 est un des ordinateurs commercialisés par la Compagnie internationale pour l'informatique (CII) dans le cadre du plan Calcul à la fin des années 1960. Conçu pour le marché civil, il a pris la suite du CII 10070 (SDS Sigma 7).
Une anecdote veut qu'en 1969, la CII soit venue à l'IRIA lui enlever un bloc mémoire de l'Iris 50 de son centre de calcul et le donner à un client privé en difficulté.
En même temps que la CII construisait l'Iris 50, elle devait étudier pour l'armée des déclinaisons militaires appelées P0M puis la P2M puis P2MS. La version Iris 35 M, utilisée en particulier pour traiter les informations nécessaires au tir du missile Pluton, avait une mémoire à tores magnétiques constituée d'éléments de 16 kilooctets chacun ; acceptant des conditions d'ambiances sévères, ses principaux périphériques étaient une imprimante, un écran et des modems.
La CII a alors conclu à l'impossibilité, pour ses équipes, de créer une autre unité centrale compatible Iris 50. Elle décide alors d'adopter l'architecture Sigma 9, inspiré par le Sigma 7 et commercialisée par la SETI, l'une des trois sociétés qui avaient fusionné en 1966 pour créer la Compagnie internationale pour l'informatique. 
L'Iris 50 est donc d'abord fourni avec le système d'exploitation Siris 7, et diffère très peu, pour les premières livraisons, d'un CII 10070. 
Son successeur, l'Iris 80, a été considérablement transformé et amélioré, tant du côté des composants, passés du DTL au TTL, que du système d'exploitation (Siris 7/8) sur lequel les chercheurs de l'IRIA ont travaillé pour en augmenter la rapidité.

## Système d'exploitation
Le système d'exploitation de l'Iris 50 était Siris 7, conçu et réalisé par la CII.